# Cistida
Cistida je razmeroma dolga in zadebeljena sterilna celica iz hife. Cistide najdemo na zunanjosti trosnjakov mnogih prostotrosnic, na primer med grozdi bazidijev na površini lističev. Ker so zelo raznolikih oblik in edinstvene za določeno vrsto ali rod, so uporabna mikromorfološka značilnost pri identifikaciji prostotrosnic. Nekatere vrste cistid sploh nimajo in tudi ta značilnost je lahko pomembna za natančno določitev.
Njihova vloga v življenjskem ciklu glive ni popolnoma jasna. Za cistide na lističih se zdi, da skrbijo za to, da vzdržujejo razdaljo med njimi in da se med seboj ne zlepijo, ter tako omogočajo trosom, da nemoteno izhajajo na prosto.

## Razvrstitev

### Po položaju
Pleurocistide so cistide, ki se nahajajo na površini lističev - med bazidiji na katerih nastajajo trosi.
Heilocistide se nahajajo na ostrinki lističev. Včasih so vidne že s prostim očesom ali s povečevalnim steklom in lahko dajejo ostrinki drugačno barvo od ostalih delov lističev.
Dermocistide se nahajajo na površini klobuka.
Cirkumcistide so na robu klobuka.
Kaulocistide so na betu.

### Po morfologiji
Krisocistide postanejo izrazito rumene, če so izpostavljene amoniaku ali drugim alkalnim spojinam. Krisocistide so značilne za številne člane družine strniščark (Strophariaceae).
Gloeocistide imenujemo cistide, ki so zaradi visokega lomnega količnika pod mikroskopom izgledajo mastno ali zrnato. Te celice so lahko rumenkaste ali prozorne (hialinske). Včasih se lahko selektivno obarvajo s sulfovanilinom ali drugimi reagenti.
Metuloidi so cistide z debelimi celičnimi stenami in z posebnimo raznoliko oblikovanimi konicami.
Lamprocistide se pojavljajo pri nekaterih vrstah mlečnic. Od običajnih cistid se razlikujejo po debeli celični steni (3-4 µm), običajno cilindrični ali suličasti obliki in brezbarvni vsebini. Pojavljajo se predvsem pri tropskih vrstah.
- Bela ostrinka lističev zaradi heilocistid in poprašen bet zaradi kaulocistid pri pisanem govnarju (Panaeolus papilionaceus)
- Ilustracija trosovnice trpkega zgručevca (Panellus stipticus) z bazidiji in pleurocistidami dveh različnih oblik.
- Dve krisocistidi na lističih opečne žveplenjače (Hypholoma lateritium).
- Metuloidne pleurocistide